# Pseudogobius javanicus
Pseudogobius javanicus es una especie de peces de la familia de los Gobiidae en el orden de los Perciformes.

## Morfología
- Los machos pueden llegar a alcanzar los 6 cm de longitud total.
- Número de  vértebras: 26.[1][2]

## Alimentación
Come invertebrados

## Hábitat
Es un pez de clima tropical (23 °C-25 °C) y bentopelágico.

## Distribución geográfica
Se encuentra desde la India hasta Australia y China.

## Observaciones
Es inofensivo para los humanos. 